# Бан, Оана
Оа́на Бан (рум. Oana Mihaela Ban, род. 11 января 1986) — румынская гимнастка (спортивная гимнастика). Олимпийская чемпионка 2004 года в командном первенстве. Двукратная серебряная чемпионатов мира — в 2002 году на бревне и в 2003 году в командном первенстве.